# Charti Lal Goel
Charti Lal Goel  (1927 – 16 de agosto de 2016) foi um líder do Partido do Povo Indiano de Deli. Ele foi presidente da Assembléia Legislativa Delhi de 1993 a 1998. Ele foi associado com Bharatiya Jan Sangh e foi preso em 1975 na emergência.
Ele morreu aos 89 anos de idade no All India Institute of Medical Sciences. Ele deixa sua esposa, dois filhos, incluindo o ministro da união dos Esportes, Vijay Goel, e duas filhas.